# 移剌成
移剌成，本名落兀，金朝将领，姓奥屯，契丹族，先世为辽朝横帐人。
移剌成沉勇有谋，通晓契丹文和汉文。天会年间，隶属挞懒帐下，为行军猛安，与南宋军在楚、泗之间交战，为前锋，功居诸将之首。天会十五年（1137年），从完颜宗弼率兵废齐国。随军攻宋，攻濠州，每战先登。再取河南，以功授宣武将军，担任威州刺史，擢同知延安尹，升为昭义军节度使。正隆六年（1161年），伐宋，为武毅军都总管。因契丹撒八起事反金，契丹将领被疑被杀，他送妻子回到汴京开封府，以示忠心。改神武军都总管，为浙东道先锋，由淮阴进兵。以所部护粮由淮阴进兵赴扬州。完颜亮死后，还军，依然镇守昭义。金世宗大定二年（1162年），改任河中尹，再任临洮尹，招降乔家等族首领结什角。升任南京留守，拜枢密副使，封任国公。改北京（今内蒙古宁城县西大明城）留守。